# روجر ماك أوليف
روجر ماك أوليف (بالإنجليزية: Roger McAuliffe)‏ هو سياسي أمريكي، ولد في 6 يوليو 1938، وتوفي في 5 يوليو 1996 بسبب غرق. حزبياً، نشط في الحزب الجمهوري. وقد انتخب عضو مجلس نواب إلينوي.